# معضلة هيمبل
معضلة هيمبل (بالإنجليزية: Hempel's dilemma)‏ هي مسألة طرحت لأول مرة (على الأقل في السجلات) من قبل الفيلسوف كارل هيمبل. ولها صلة بالمذهب الطبيعي والفيزيائية في الفلسفة، وبفلسفة العقل.
وتتساءل المعضلة عن كيفية استخدام لغة الفيزياء لوصف الوجود بدقة، نظرا لأنها تعتمد على لسانيات بشرية غير كاملة، أو كما قال هيمبل: "يبدو أن أطروحة الفيزيائية تتطلب لغة فيها نظرية حقيقية لجميع الظواهر الفيزيائية". "يمكن صياغته ولكن من غير الواضح تمامًا ما الذي يجب أن يُفهم هنا من خلال الظاهرة الفيزيائية، خاصة في سياق العقيدة التي اتخذت منحى لغويًا واضحًا."

## ملخص
الفيزيائية، بمعنى تقريبي واحد على الأقل، هي الادعاء بأن العالم بأكمله يمكن وصفه وتفسيره باستخدام قوانين الطبيعة، وبعبارة أخرى، أن جميع الظواهر هي ظواهر طبيعية. وهذا يترك السؤال مفتوحًا حول ما هو "طبيعي" (في الفيزيائية تعني كلمة "طبيعي" إجرائية أو متماسكة سببيًا أو أن جميع التأثيرات لها أسباب معينة بغض النظر عن المعرفة البشرية [مثل الفيزياء]، والتفسير، وتعني أيضًا "الواقع الوجودي" وليس مجرد فرضية أو تقنية حسابية)، ولكن هناك فهم شائع للادعاء هو أن كل شيء في العالم يمكن تفسيره في نهاية المطاف من خلال مصطلحات الفيزياء. وهذا ما يُعرف بالفيزيائية الاختزالية. ومع ذلك، فإن هذا النوع من الفيزيائية بدوره يترك السؤال مفتوحًا حول ما يجب أن نعتبره مصطلحات فيزيائية مناسبة. ويبدو أن هناك خيارين هنا، ويشكل هذان الخياران قرني معضلة هيمبل، لأن أياً منهما لا يبدو مرضياً.
من ناحية، يمكننا تعريف الفيزيائي على أنه كل ما يتم تفسيره حاليًا من خلال أفضل نظرياتنا الفيزيائية، على سبيل المثال، ميكانيكا الكم، والنسبية العامة. على الرغم من أن الكثيرين قد يجدون هذا التعريف غير مرض، إلا أن البعض قد يقبل أن لدينا على الأقل فهمًا عامًا لما هو فيزيائي استنادًا إلى هذه النظريات، ويمكننا استخدامها لتقييم ما هو فيزيائي وما هو غير فيزيائي. وهنا تكمن المشكلة، حيث أن التفسير العملي للعقلية يقع حاليًا خارج نطاق مثل هذه النظريات.
ومن ناحية أخرى، إذا قلنا أن بعض الفيزياء المستقبلية "المثالية" هي المقصود، فإن الادعاء فارغ إلى حد ما، لأنه ليس لدينا أي فكرة عما يعنيه هذا. وقد تصل الفيزياء "المثالية" إلى تعريف ما نعتقد أنه عقلي كجزء من العالم المادي. في الواقع، تصبح الفيزيائية بهذا الاعتبار الثاني ادعاءً دائريًا بأن جميع الظواهر قابلة للتفسير من حيث الفيزياء لأن الفيزياء المحددة بشكل صحيح هي كل ما يفسر جميع الظواهر.
اقترح بيناكر حل معضلة هيمبل بالتعريف: "الحدود بين الفيزياء والميتافيزيقا هي الحدود بين ما يمكن وما لا يمكن حسابه في عمر الكون".
ترتبط معضلة هيمبل بفلسفة العقل لأنه من الصعب جدًا الحصول على تفسيرات لقضايا مثل الوعي والتمثيل والقصدية باستخدام الفيزياء الحالية، على الرغم من أن العديد من الأشخاص في الفلسفة (وغيرها من المجالات مثل العلوم الإدراكية وعلم النفس وعلوم الأعصاب) يعتنقون الفيزيائية.